# Arrondissement de Marche-en-Famenne (Sambre-et-Meuse)
Pour les articles homonymes, voir arrondissement de Marche-en-Famenne.
L'arrondissement de Marche-en-Famenne est une ancienne subdivision administrative française du département de Sambre-et-Meuse, créée le 17 février 1800 et supprimée à la fin du Premier Empire, le 11 avril 1814.

## Composition
Il comprenait les cantons français de Durbuy, Érezée, Havelange, La Roche-en-Ardenne, Marche-en-Famenne et Rochefort.